# 恋爱小说家·伊崎龙之介
恋爱小说家·伊崎龙之介是2009年7月9日在日本朝日电视台周四剧场21点00分到21点54分（JST）开始播放的连续剧。

## 概要
“恋爱小说家”是主演馆广自2007年TBS电视台的“父女七日变”訣別两年以来的连续剧出演，和“父女七日变”裡一样，馆广饰演一名风趣幽默的父亲角色。剧中伊崎龙之介是一位成功的恋爱小说作者，深得女性的欢迎，但是同时他也是一个高中女生的爸爸，一面要管理事业，一面还要监护女儿进高中后的人际关系。

## 出演
- 伊崎龙之介：馆广（日语：舘ひろし）
- 伊崎明里（伊崎あかり）－南泽奈央（幼年时代－宫武祭/）
- 后藤美羽：平山绫（平山あや）
- 小早川悠树：石黑英雄
- 泽村润一：池田努
- 坂本纱窃：野际阳子（特别出演）
- 叶山修二：佐藤二朗
- 松原朋香：林丹丹
- 堂岛宽：八崎智人
- 三崎贵和子：余贵美子
- 佐佐木泰三：鹿贺丈史

## 制作人员
- 剧本：永田优子（秘密花园）
- 音乐：辻阳
- 导演：池添博，本桥圭太，梶山贵弘
- 主制作人：桑田洁
- 制作人：中込卓也，大川武宏，平部隆明，梶野佑司
- 制作：朝日电视台，堀制作（ホリプロ）

## 主题曲
- 主题曲－滨崎步“Sunrise/Sunset ～LOVE is ALL～”

## 收视率
| 集数   | 播放日期      | 名字                   | 导演     | 收视率 |
| ------ | ------------- | ---------------------- | -------- | ------ |
| 第一集 | 2009年7月9日  | 为女儿的事担心         | 池添博   | 9.3%   |
| 第二集 | 2009年7月16日 | 女儿的谎言和父亲的后悔 | 池添博   | 8.0%   |
| 第三集 | 2009年7月30日 | 燃烧中的禁爱           | 本桥圭太 | 5.2%   |
| 第四集 | 2009年8月6日  | 在盛夏海边女儿的泪     | 本桥圭太 | 5.2%   |
| 第五集 | 2009年8月13日 | 谁来修补我心中的伤     | 池添博   | 4.0%   |
| 第六集 | 2009年8月20日 | 十六岁的母亲           | 梶山贵弘 | 7.2%   |
| 第七集 | 2009年8月2日  | 宛如妻子的恋人         | 本桥圭太 | 6.1%   |
| 第终集 | 2009年9月3日  | 最后的恋爱小说         | 池添博   | 7.2%   |